# Altes Rathaus (Ingolstadt)

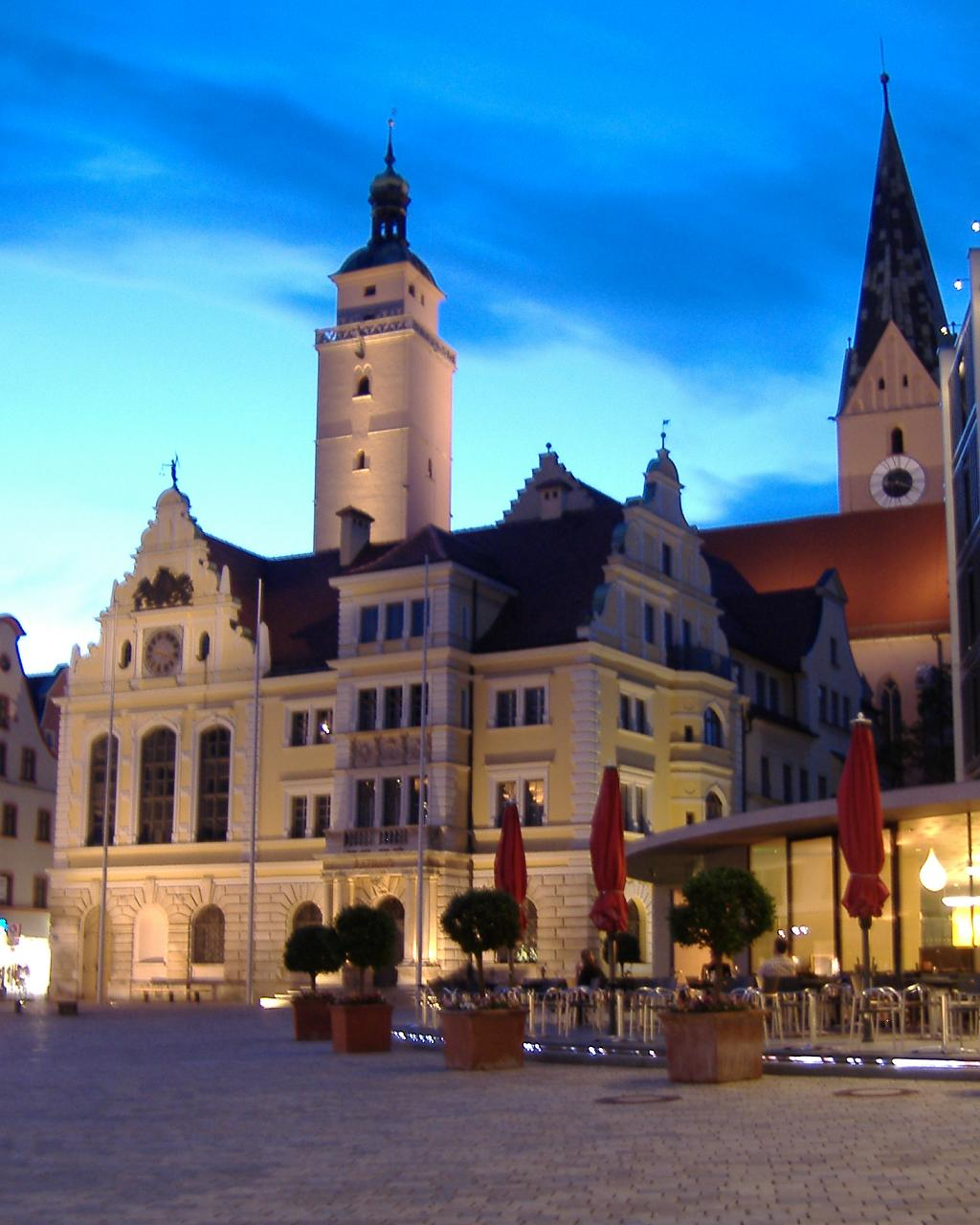
Altes Rathaus mit Pfeifturm (links) und Moritzkirche im Hintergrund

Das Alte Rathaus in Ingolstadt geht in seinem Kern auf das 14. Jahrhundert zurück und bestand ursprünglich aus vier Gebäuden. Zwischen 1882 und 1884 wurden die vier Häuser von Gabriel von Seidl im Neorenaissancestil umgestaltet und zusammengefasst. Letzte bauliche Veränderungen wurden 1923 vorgenommen. 1960 wurde das Neue Rathaus gebaut, wodurch zahlreiche Verwaltungsräume ausgegliedert worden sind.

## Denkmalschutz

Altes Rathaus in Ingolstadt um 1970

Der Baukomplex ist ein Baudenkmal. Die Beschreibung lautet:

„Rathausplatz 2. Rathaus mit ehem. Pfarrhof St. Moritz, dreigeschossiger Gebäudekomplex mit Ziergiebeln, Erkern und Dekor in Neurenaissance-Formen, Zusammenfassung, Umbau und Erweiterung von vier Häusern des 16. Jh. nach Plänen von Gabriel von Seidl, 1882–84, Bauplastik von Lorenz Gedon, Überformung nordöstlicher Teil 1923. nachqualifiziert.“